# Vladimír Jiří Rott

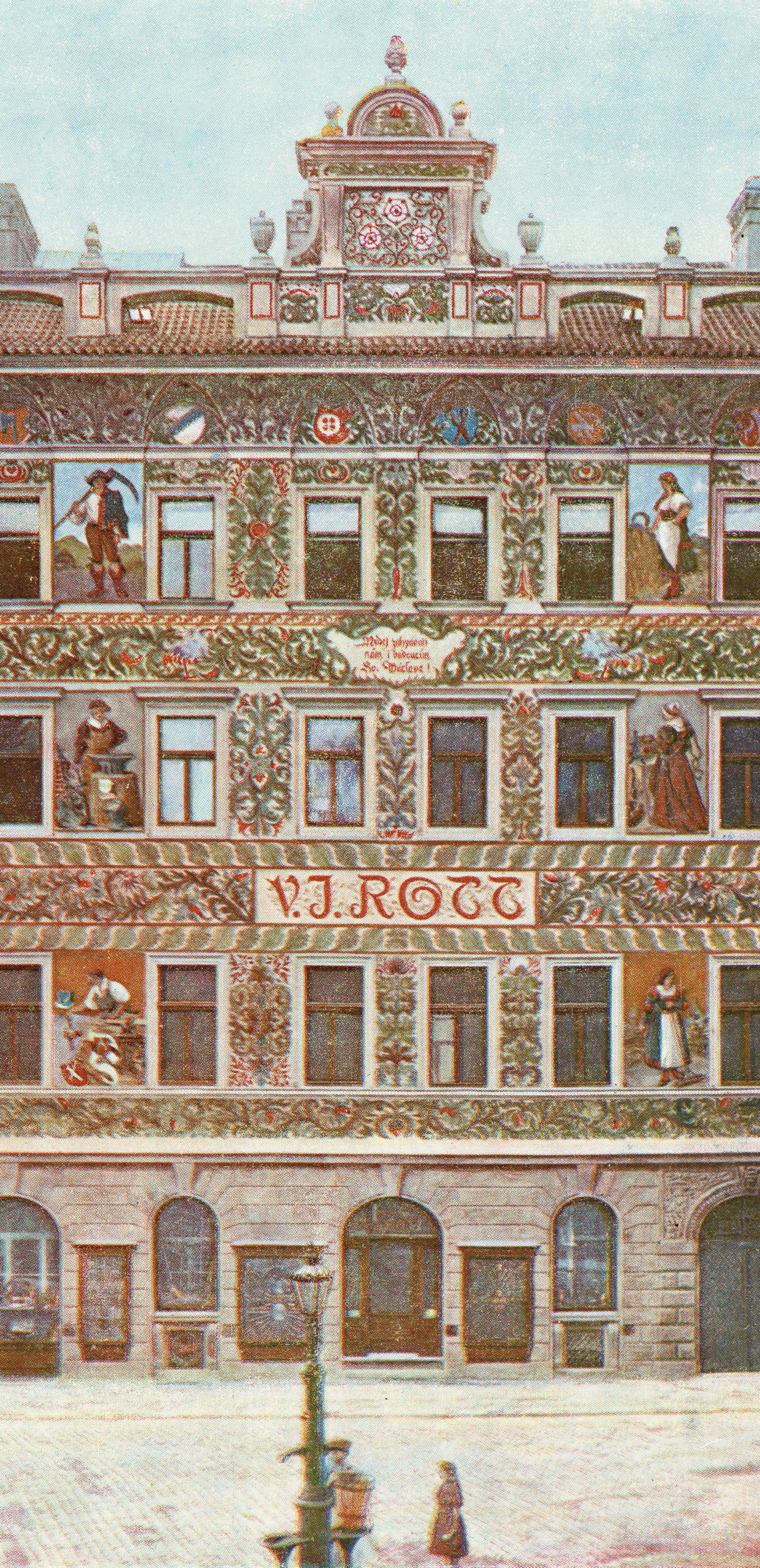
Hlavní Rottův dům na Malém náměstí v Praze s freskami Mikoláše Alše

Vladimír Jiří Rott (8. října 1885 v Praze – 22. listopadu 1965 v Hilterfingenu), pražský obchodník, byl jedním ze šesti dětí Ladislava Rotta, druhého majitele firmy V. J. Rott na Malém náměstí v Praze (založené roku 1840).

## Život

### 1885–1917
Vladimír Jiří se, jako i starší bratr Ladislav Vincenc, v otcově obchodě vyučil. Ladislav šel studovat na obchodní akademii v Ženevě, pak na zkušenou do Ameriky. Vladimír na pražskou vyšší průmyslovku a posléze i vysokou školu, již ukončil jako inženýr. V roce 1906 měl v Americe bratra vystřídat, ale zabránila tomu otcova předčasná smrt.
Společně s bratrem Ladislavem (1881–1927) a mladší sestrou Julií Veselou (1877–1960) jako tichou společnicí, převzali řízení firmy V. J. Rott, podporováni prokuristy K. Pacovským a J. Dlouhým, otcovými spolupracovníky. Vyrovnání pozůstalosti se zbylými třemi sestrami a vdovou po otci trvalo několik let a zadlužilo firmu podle Vladimírových vzpomínek o téměř milion zlatých rakouských korun.

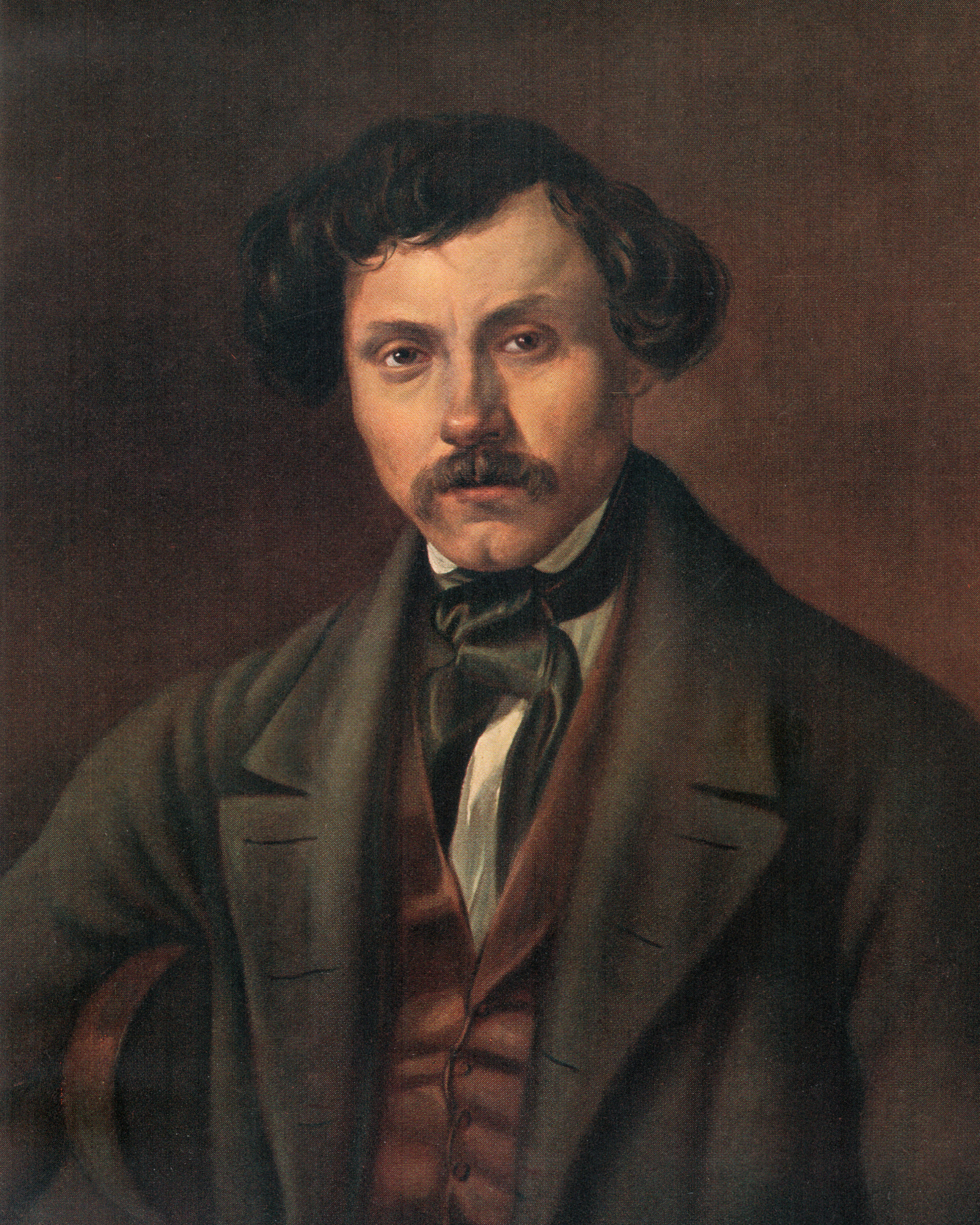
děd a zakladatel firmy Vincenc Josef (1813–90) v roce 1856, portrét od Canona-Straširybky
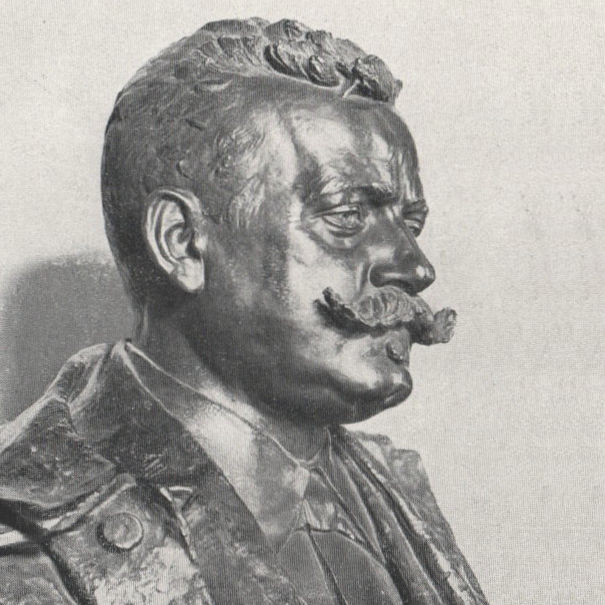
otec Ladislav (1850–1906) v roce 1897, busta od Bohumila Vlčka
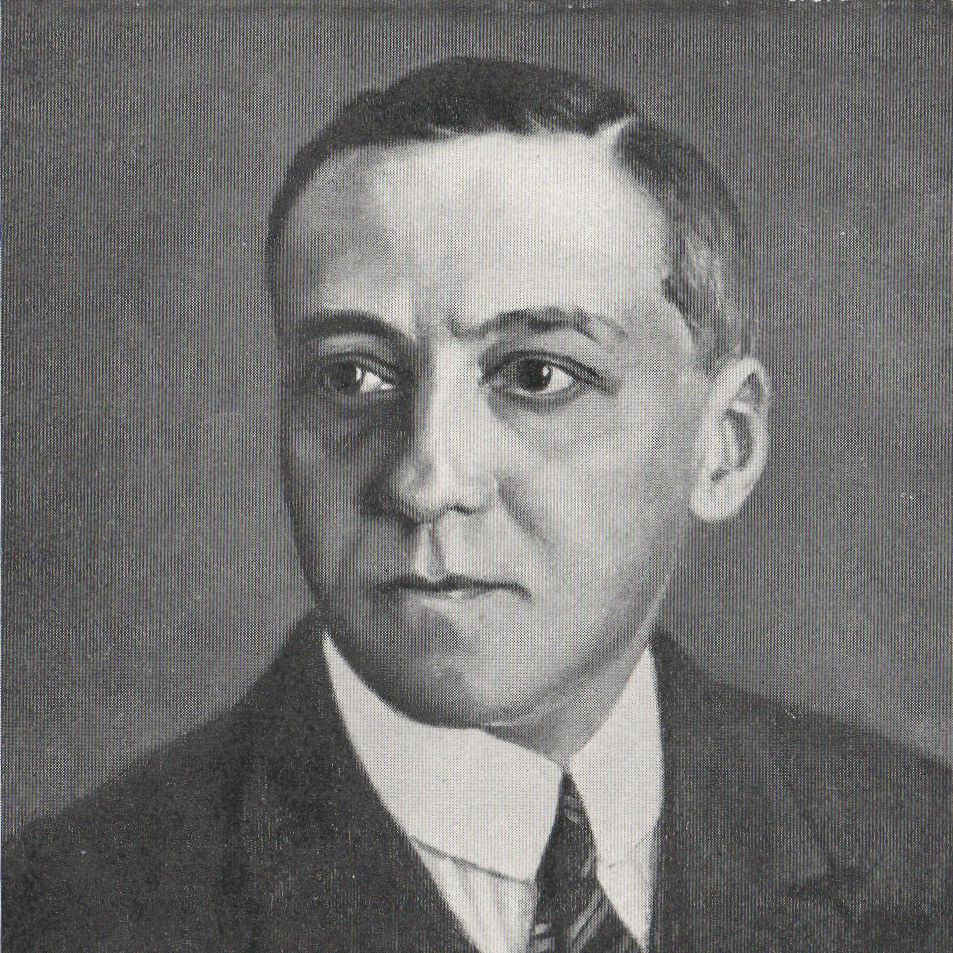
bratr Ladislav Vincenc (1881–1927) v roce úmrtí, kresba podle portrétu od Hanuše Folkmanna

V této době dosáhl podnik do té doby největšího rozmachu. Bratři zaváděli nové zboží (např. sportovní včetně tehdy do módy přicházejících lyží, jejichž byl Vladimír vyznavačem), specializovali se na nástroje, stroje a kovové zboží, potřeby hospodářské, kuchyňské, sportovní a stavební a podnik se značně rozrostl.
V roce 1912 došlo k rozšíření obchodu do domu čp. 143, který bratři zakoupili o rok dříve.

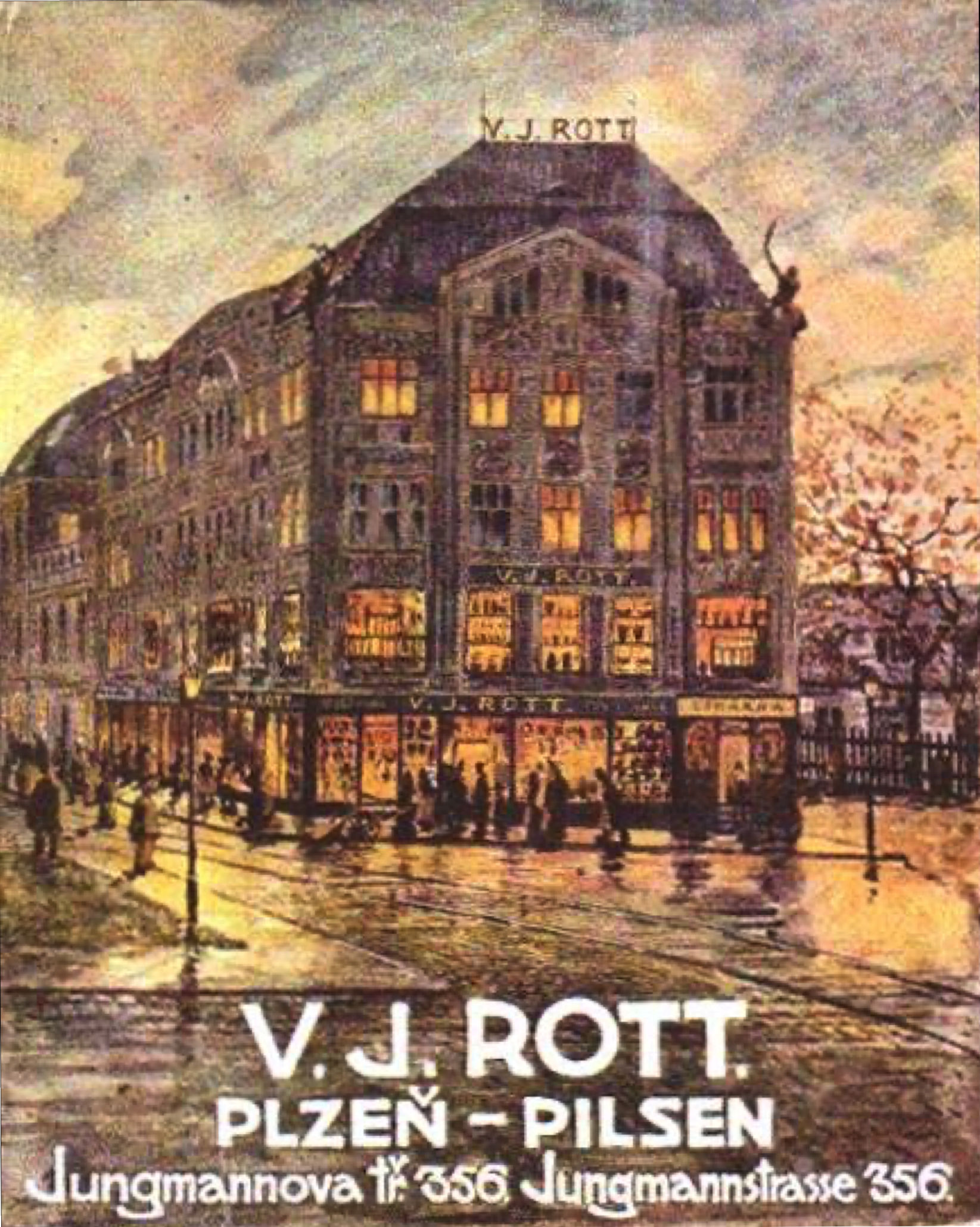
V. J. Rott Plzeň, Jungmannova třída – Pilsen, Jungmannstrasse (1914-24)

Roku 1914 byla založena pobočka v Plzni, ale právě propuklá válka zabránila rozvoji. Po deseti letech, po válce, bratři filiálku prodali „a s úspěchem zlikvidovali“ (1924–29) „s ohledem na koncentraci v Praze“.
V roce 1916 zakoupili pozemek v Holešovicích a postavili nové ústřední skladiště s železniční vlečkou napojené na přístav.

### 1918–1939

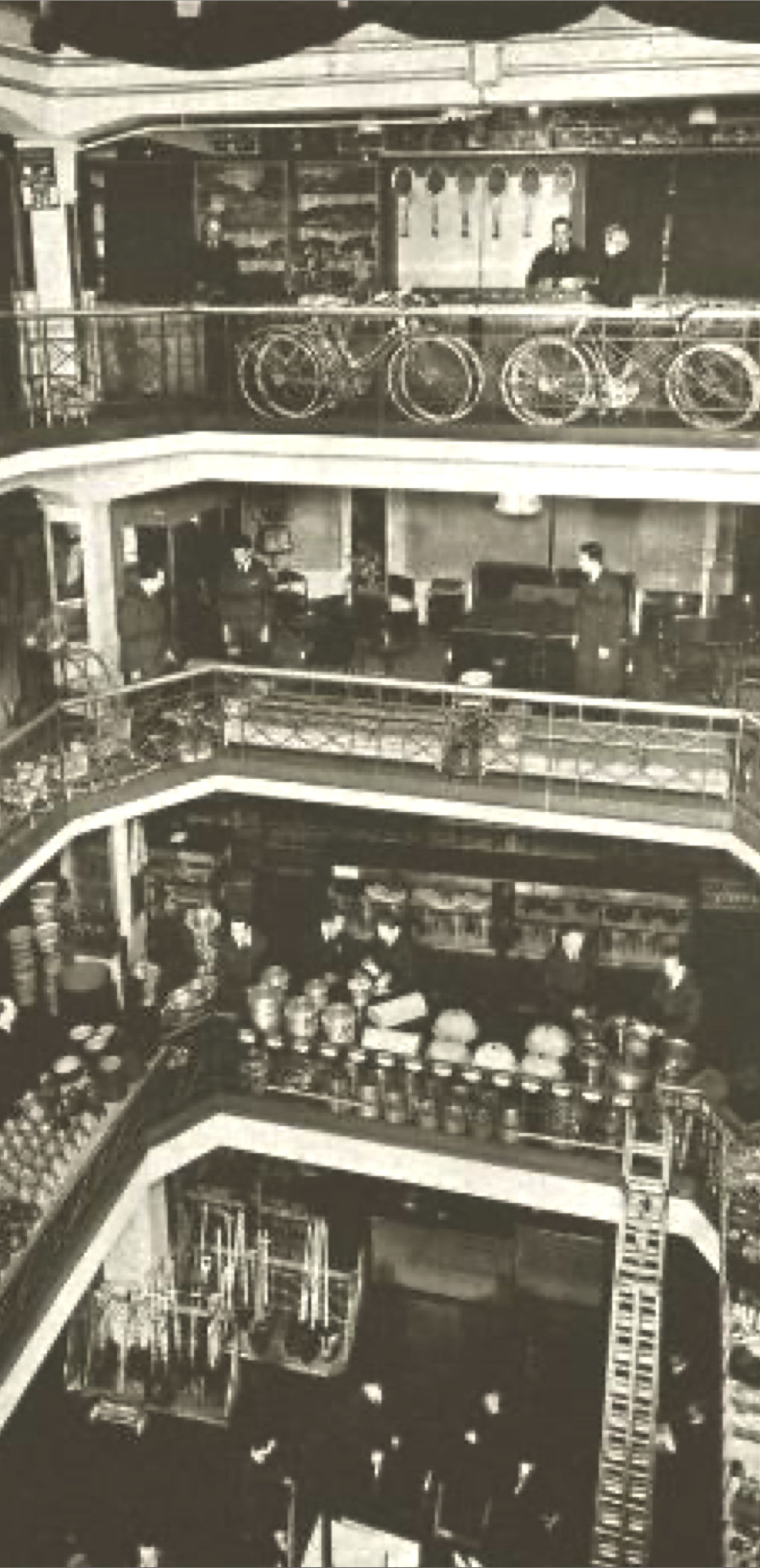
V. J. Rott, Praha Malé náměstí – centrální hala z let 1921–22

Po válce, v roce 1919 nastupuje k firmě Ladislav Veselý (1900–1982), synovec bratrů, kterého Vladimír povolal.
V roce 1921 bratři činnosti a oddělení firmy rozšiřují o zasilatelství a o koncesi na obchod se střelivem.
V letech 1922–1923 Rottovi podnikli další rozsáhlou přestavbu svých domů (včetně nově přikoupeného č. 143/I), jejímž výsledkem byl „moderní třípatrový obchodní dům, s centrální obchodní halou“ s první sklobetonovou kopulí v Praze, „jež účelně propojila“ všechny firemní domy na Malém náměstí (arch. Josef Liška a Jan Kloub). Dále „rostla nabídka veškerého zboží od kuchyňského přes zahradnické až po průmyslové stroje“.
15. června 1927 na dovolené v Bad Ischlu Ladislav Vincenc náhle zemřel. Vladimír a jeho sestra Julie Veselá, respektive už její syn Ladislav, museli tedy vyplatit jeho vdovu Julii a dceru Ludmilu, provd. Havelkovou. Řešení, jak věci ke společné spokojenosti uspořádat, se ale vleklo, až Vladimír Jiří navrhl formu společnosti jako rodinná akciová společnost k 1. lednu 1930. Dohoda mezi všemi stranami byla ale uzavřena až 22. května 1933, 10. října 1933 se konala ustavující valná hromada firmy V. J. Rott a.s., zapsána do rejstříku 6. dubna 1934. Vladimír Jiří se tak stal jediným majitelem firmy, jak zapsáno do rejstříku 19. března 1934.
Ve 30. letech byla akciová společnost V. J. Rott na vrcholu prosperity, nabízela kolem 70 000 druhů zboží, obchod o 21 odděleních zaměstnával až 170 zaměstnanců, kteří zajišťovali dodávky a rozvážky zboží po celé republice, denně obsloužili na 2000 zákazníků a stejně objednávek řešili písemnou cestou.

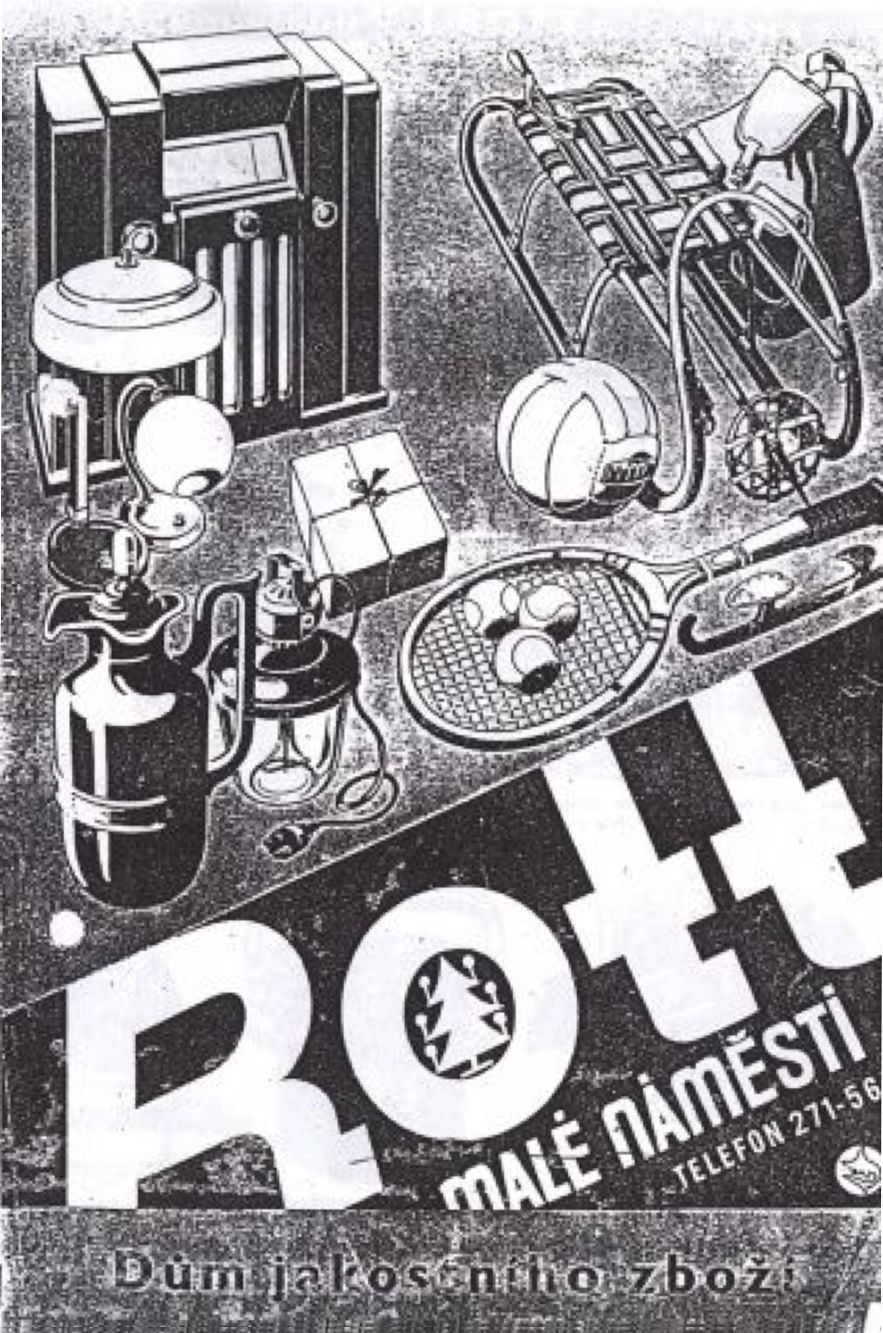
Reklama v novinách Rott, Malé náměstí – Dům jakostního zboží, 30. léta
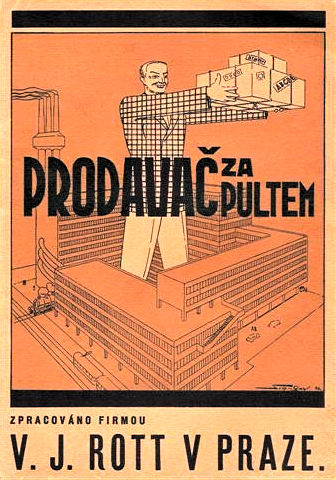
Příručka Prodavač za pultem, zpracováno firmou V. J. Rott v Praze. 30. léta

„Éru obrovského rozkvětu firma zažila ve 30. letech. „Rott dodá vše!“ slibovala reklama. Katalogy obsahovaly okolo 70 tisíc položek. Zákazník si mohl vybrat od kladívka přes ponk až po vybavení velkého řemeslného provozu. Továrny vyráběly přímo pro obchod pod značkou „V. J. R.“
Ve 21 odděleních pracovalo 170 lidí, zásilkový prodej sliboval dodat zboží kamkoliv v Československu, od Aše po Jasiňu. Přes pulty procházelo denně zboží v objemu nejméně čtyř nákladních vagónů, jež si kupovaly dvě tisícovky klientů.
Katalog pro zimu 1937 nabízel i zboží pro sportovce. Fajnšmekři si mohli pořídit lyžařské boty z tulení kůže za 220 korun, což nebylo málo. Kvalifikovaný dělník, začínající kantor anebo nastupující četník si měsíčně přišli na 600 až 700 korun. Domácí lyžařské vosky stály od čtyř do devíti korun. Totéž zboží norské provenience vyšlo na 6,50 až 10,50 Kč.
Lyže značky „Príma“ z nejlepšího krkonošského dřeva, vyrobené v norském stylu, Rott nabízel od 100 do 137 korun. Norské originály stály od 380 do 410 korun. Kdo chtěl zazářit, mohl si koupit zvláště lehké a pružné norské smrkové závodní lyže od 250 do 430 korun.“
Také díky velkoobchodu a dalším činnostem (dnešní engineering) firma platila za „jeden z největších obchodů kovovým zbožím v Evropě“. V Československu Vladimír Jiří Rott založil mj. akciové společnosti Ferra, Runa akciová společnost pro kovy a Stabenow.
Byl i ve správní radě České banky v Praze.
Podílel se na dalších větších firmách v Československu a v Evropě, mj. Norsku a Švédsku (a tam mj. v Kiruně). Byl norským konzulem, zprvu honorárním, po válce generálním.
Vladimír Jiří Rott založil a předsedal Ústavu pro vnitřní obchod, založil Latinskoamericko-československou obchodní komoru v Praze, spoluzaložil Československou obchodní komoru ve Stockholmu, byl předsedou Ústavu pro vědeckou organisaci obchodu při Masarykově akademii práce, jejímž byl členem, dále komerčním radou, předsedou Ústředního svazu železářů československých a význačným funkcionářem mnoha obchodnických organizací, mj. také jedním z pražských rotariánů jako i svobodných zednářů.

### 1938/39–1945
Rozbití a obsazení ČSR vedlo k útěkům řady lidí před pronásledováním. Některým z nich účinně pomohl i Vladimír Jiří – „jako člověk, i jako norský honorární konzul“ (od roku 1946 konzul generální).
Konsulský patent Vladimíra Jiřího, vydaný Haakonem VII, králem Norska, Oslo, 10. května 1946

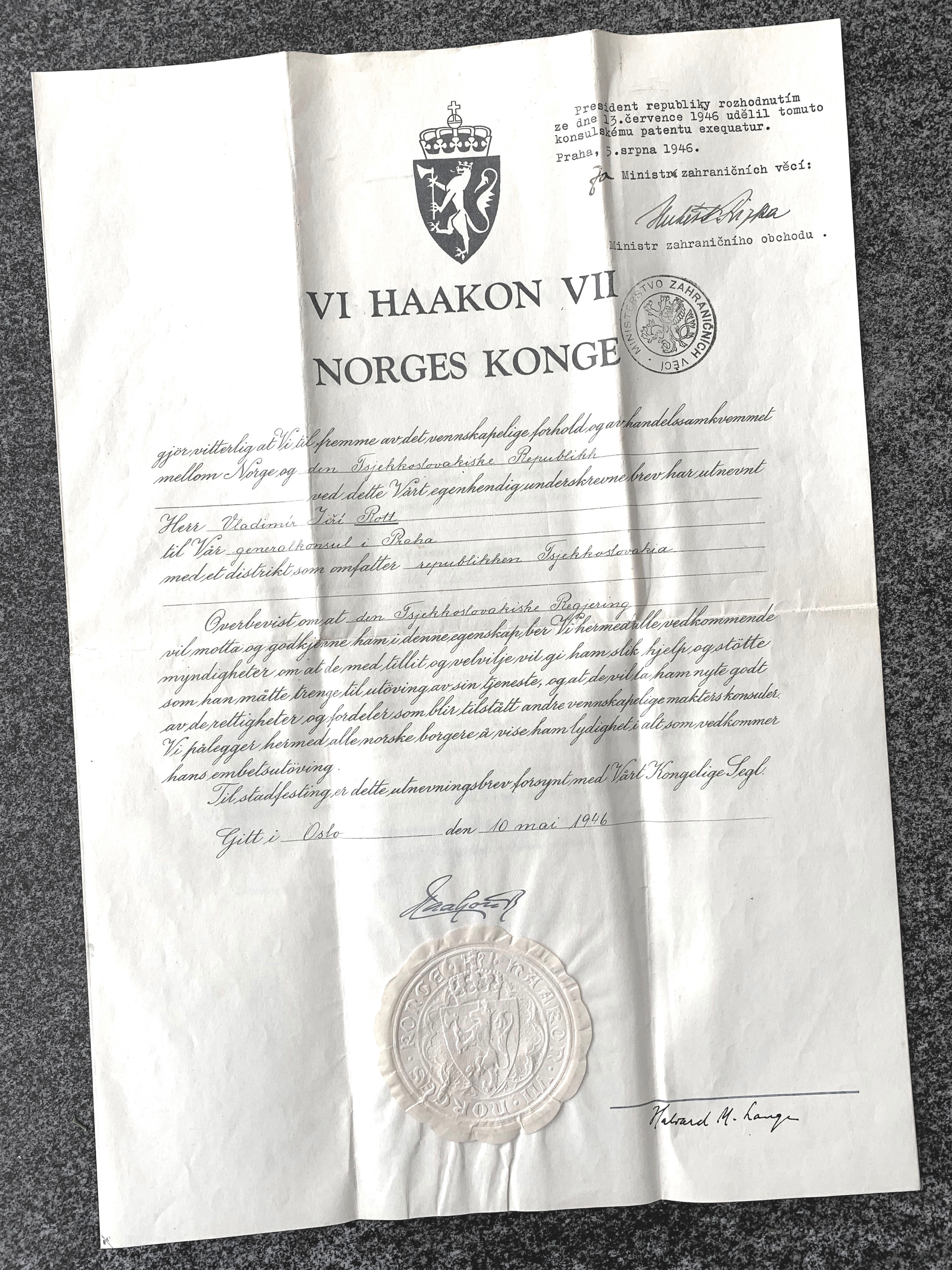
konsulský patent s exequaturou presidenta republiky
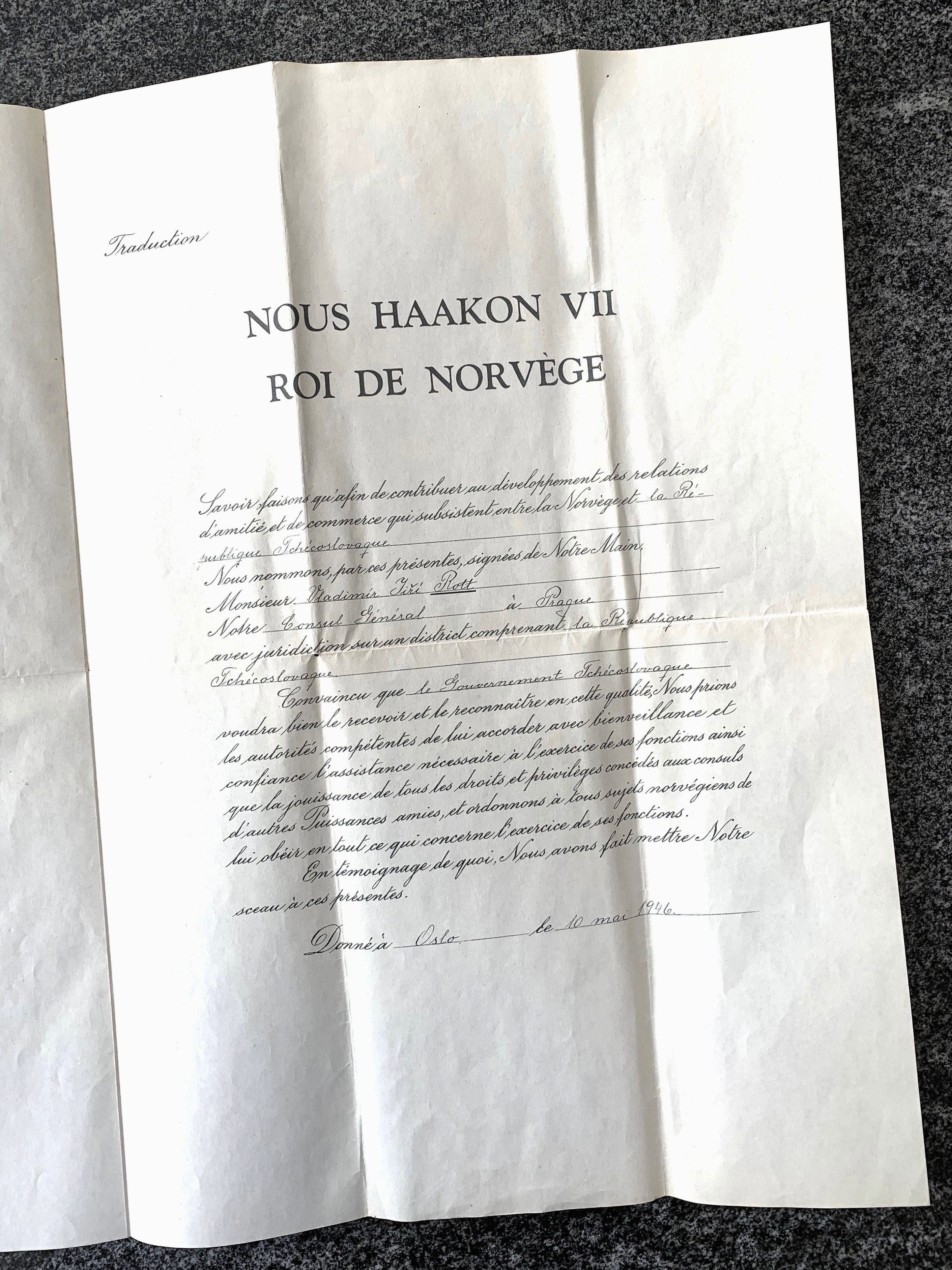
2. list patentu s francouzským překladem
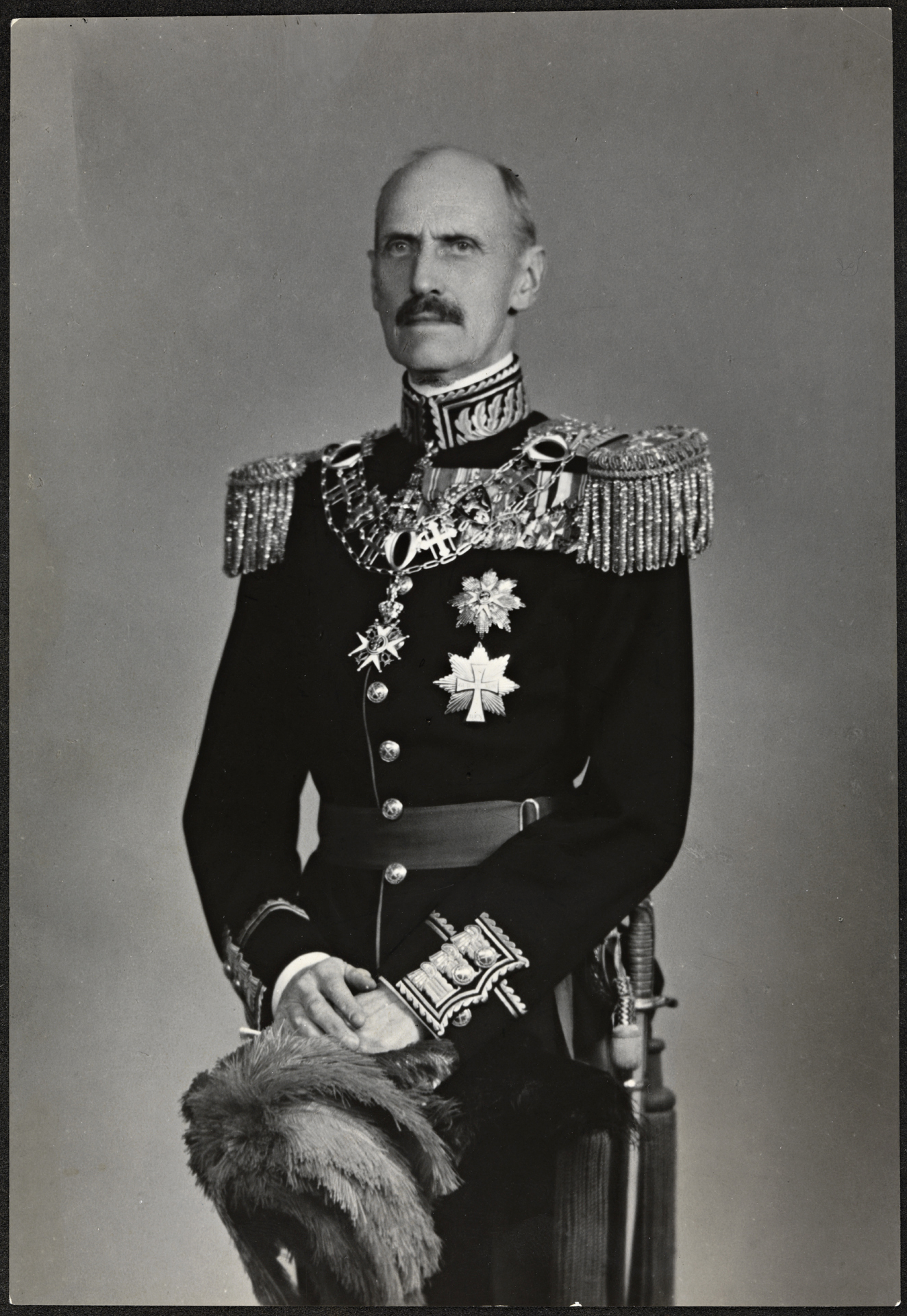
Haakon VII v roce 1946

### 1940–1948
Druhá světová válka znamenala i podstatný útlum podnikání, i kvůli přídělovému systému a vázanému hospodářství.
V roce 1941 převzal Ladislav Veselý menšinový podíl na akciích (po své matce), Vladimír Jiří mu „i nadále chtěl dát příležitost, navázat na podnikatelskou tradici rodu Rottů“.
Ačkoliv ve firmě roku 1945 pracovalo kolem 230 zaměstnanců a Rottovi se pokusili novými investicemi oživit úspěchy podniku, než k tomu stačilo dojít, přišel únor 1948. Vladimír Rott s manželkou Rozálií (Růžkou) rozenou Neuwirtovou (29.7.1892–27.1.1971), sestrou Františka a Karla Neuwirtových, bezprostředně po nástupu komunistů k moci uprchl do zahraničí. Firma V. J. Rott byla jako jedna z prvních v druhé poválečné vlně znárodněna. Jejich syn Vladimír Jan (22.7.1922–31.10.2000) zůstal v Praze.
Roku 1948 stát zkonfiskoval jak majetek firmy – všechny finanční prostředky a podíly na firmách, včetně těch, které Vladimír Jiří zavčas před nacisty převedl do ciziny a které po válce na Benešovu osobní žádost stáhnul do ČSR, dále firemní nemovitosti, zařízení a zboží. Tak i majetek osobní – řada nemovitostí, jako usedlost Karlovka v Dejvicích, vila Zuzanka v Šáreckém údolí, movitosti, zařízení, z velké části starožitností, umělecká díla a předměty.
Tak např. rodinná sbírka z letní vily Zuzanka obsahovala mj. i kolem tří desítek textilií, hlavně cenná paramenta, a uměleckořemeslné předměty, většina tohoto souboru přešla do sbírek Národního muzea v Praze.

### 1948–1971
Vladimír Jiří Rott ani jeho žena se do vlasti už nikdy nevrátili. Po pobytu v USA, kde Rozálie pracovala v knihovně Svobodné Evropy v New Yorku a Vladimír Jiří počátkem 50. let vypracoval zprávy o situaci ekonomiky a dopravní infrastruktury v ČSR pro US-kongres a vládu, se na penzi přestěhovali do Švýcarska, kde zemřeli v Hilterfingenu u Thunu na Thunském jezeře – Vladimír Jiří roku 1965, jeho žena v roce 1971. Jejich urny jsou, podle jejich přání, uloženy na Olšanských hřbitovech.
Thun, Hilterfingen, Thunské jezero, Alpy – Olšanské hřbitovy

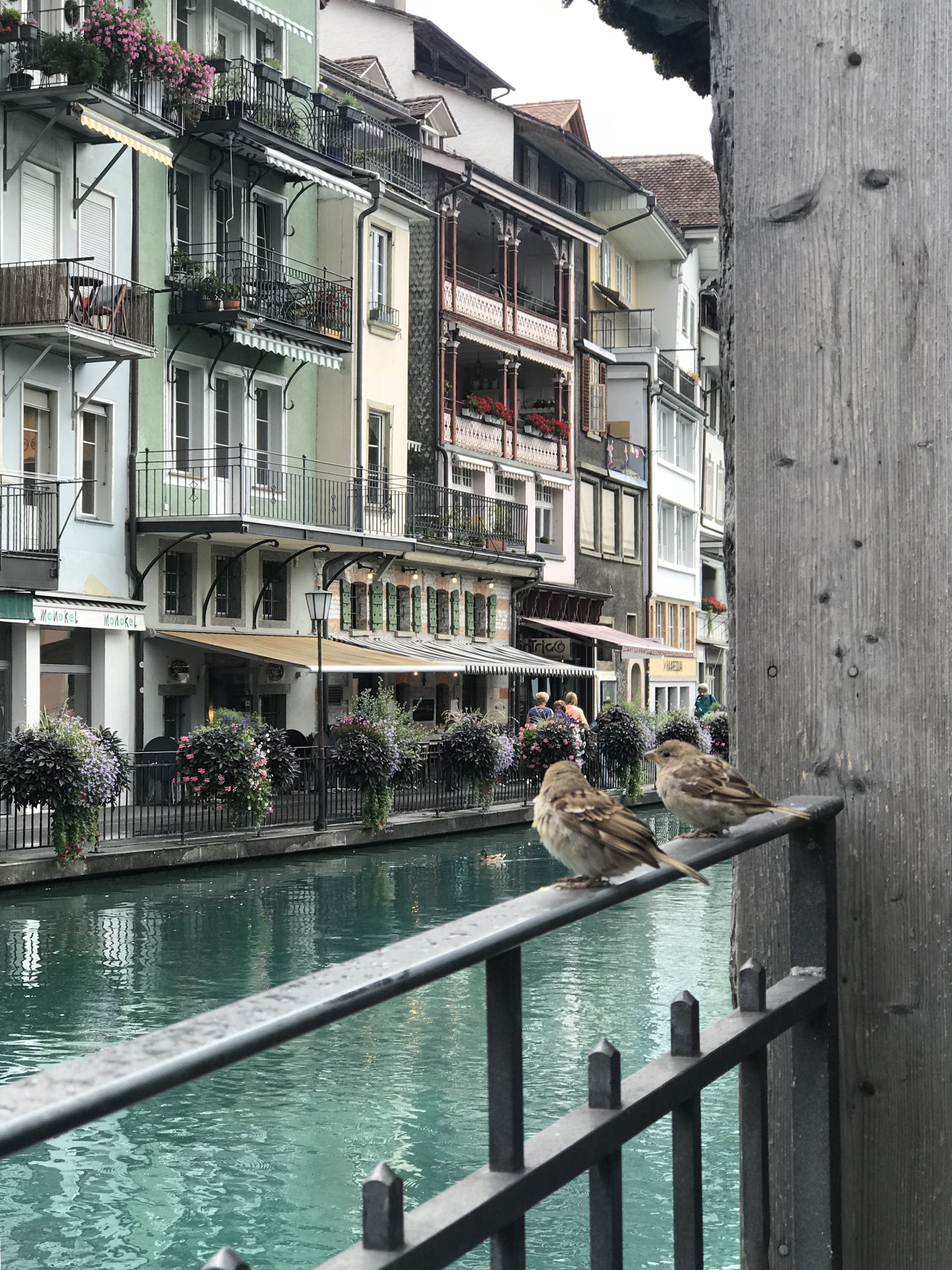
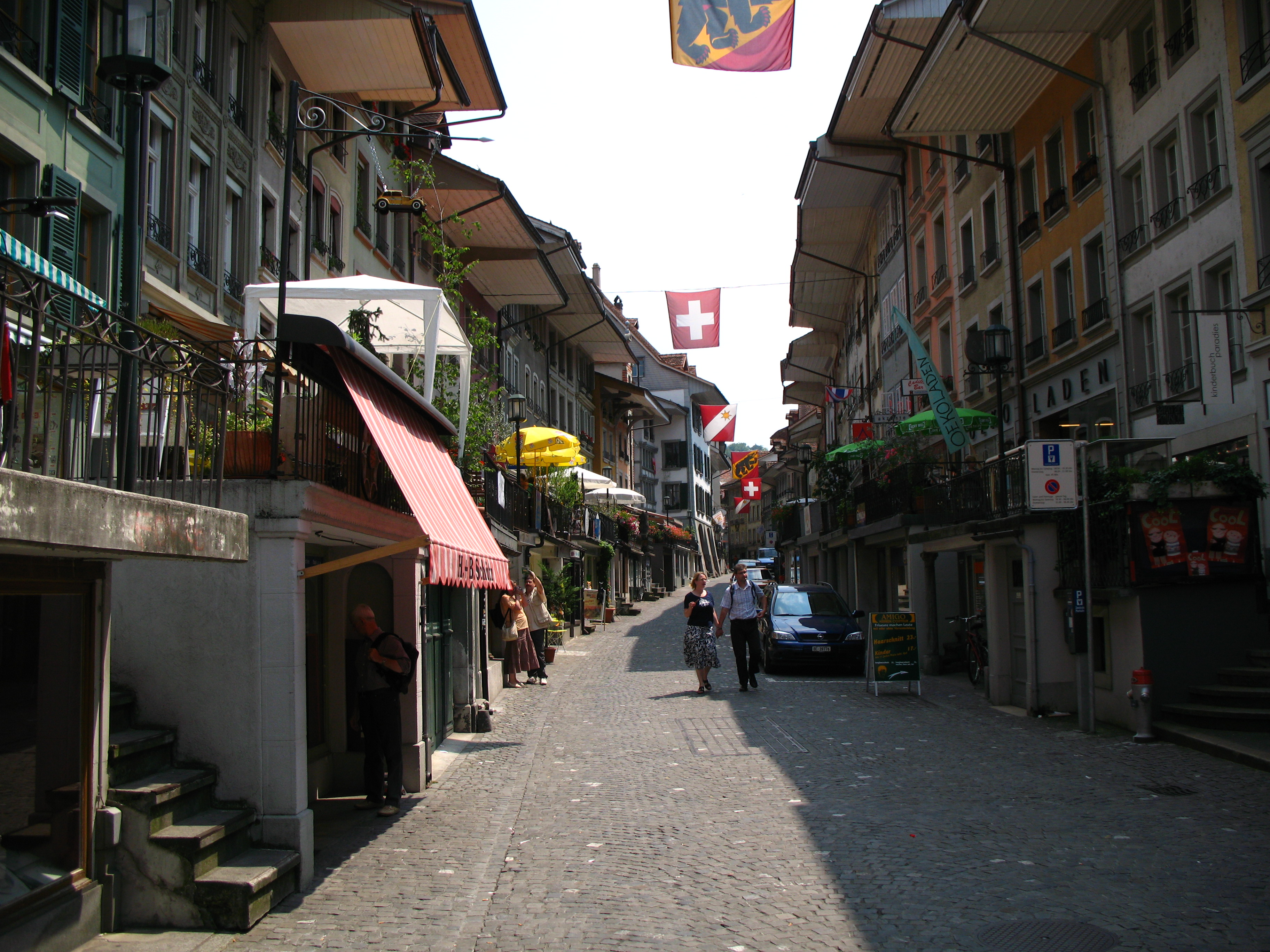
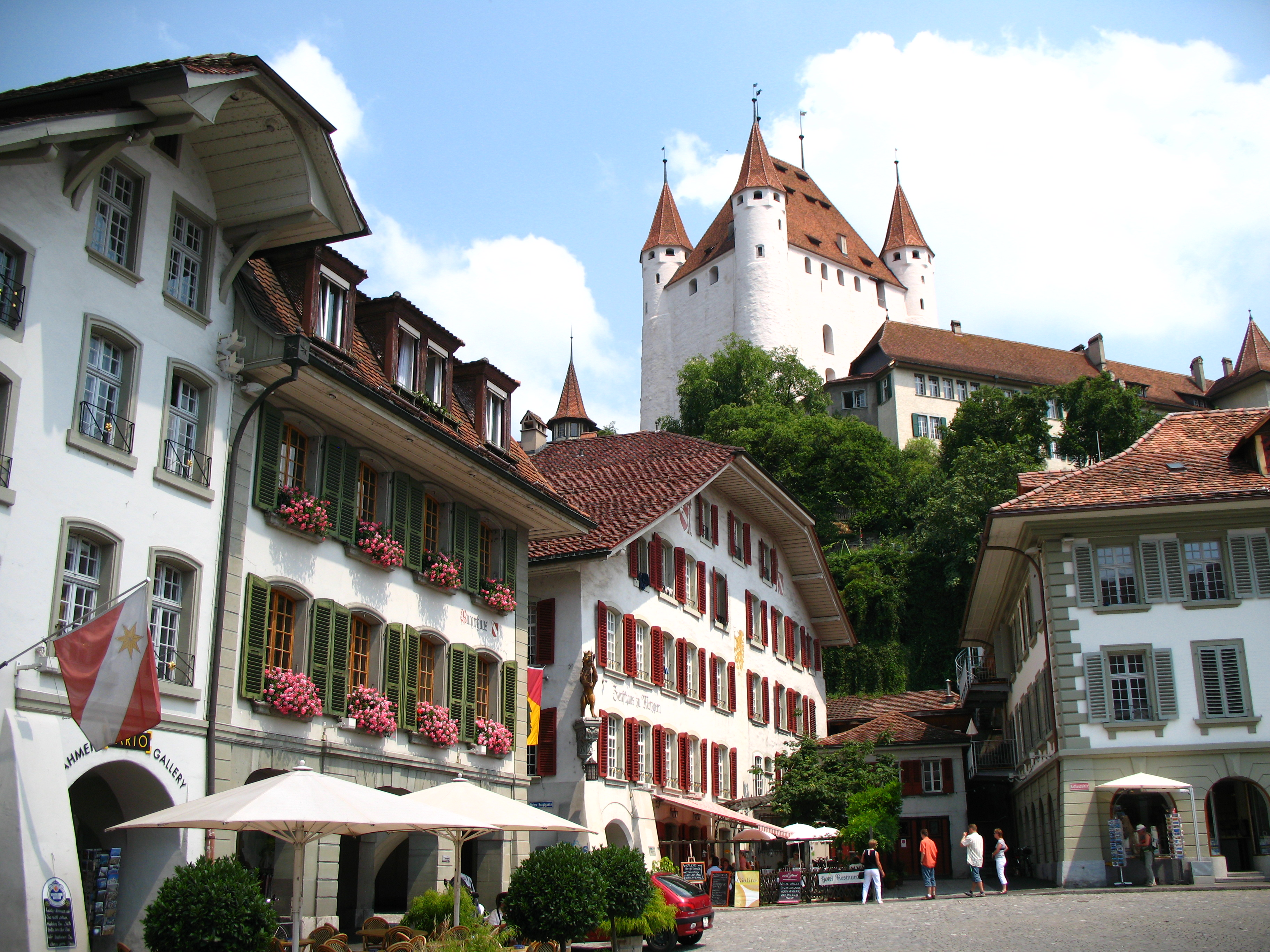
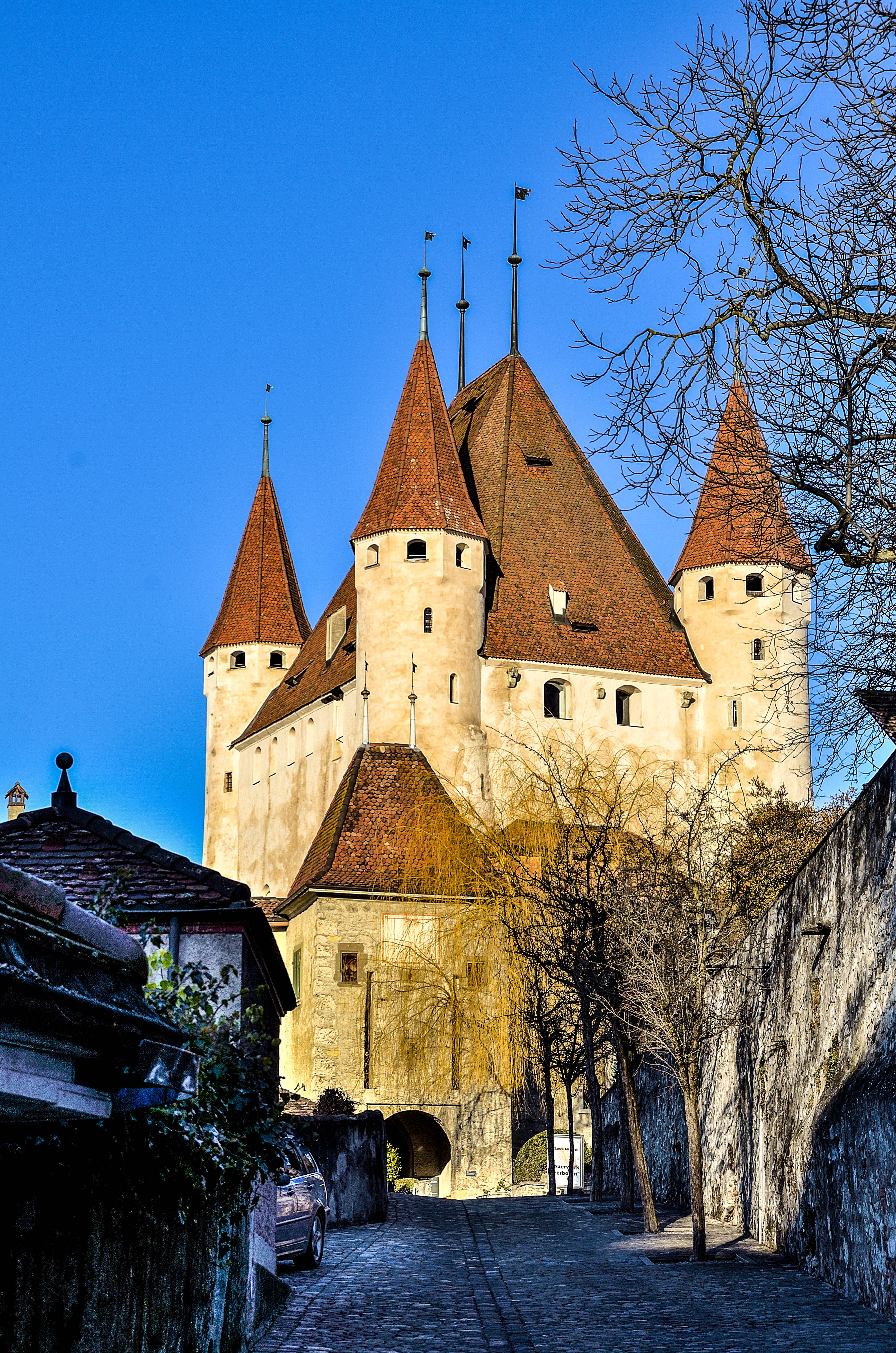
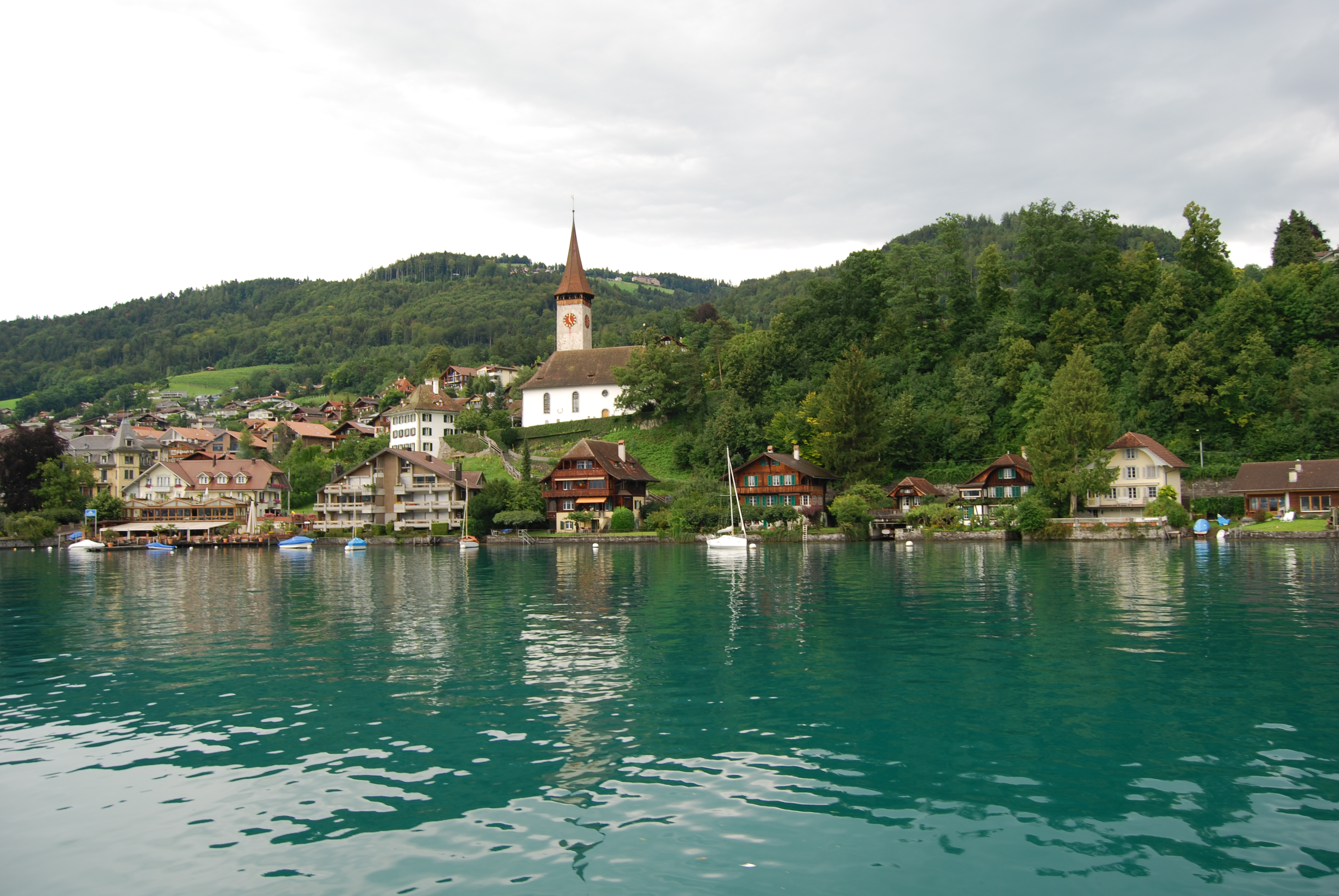
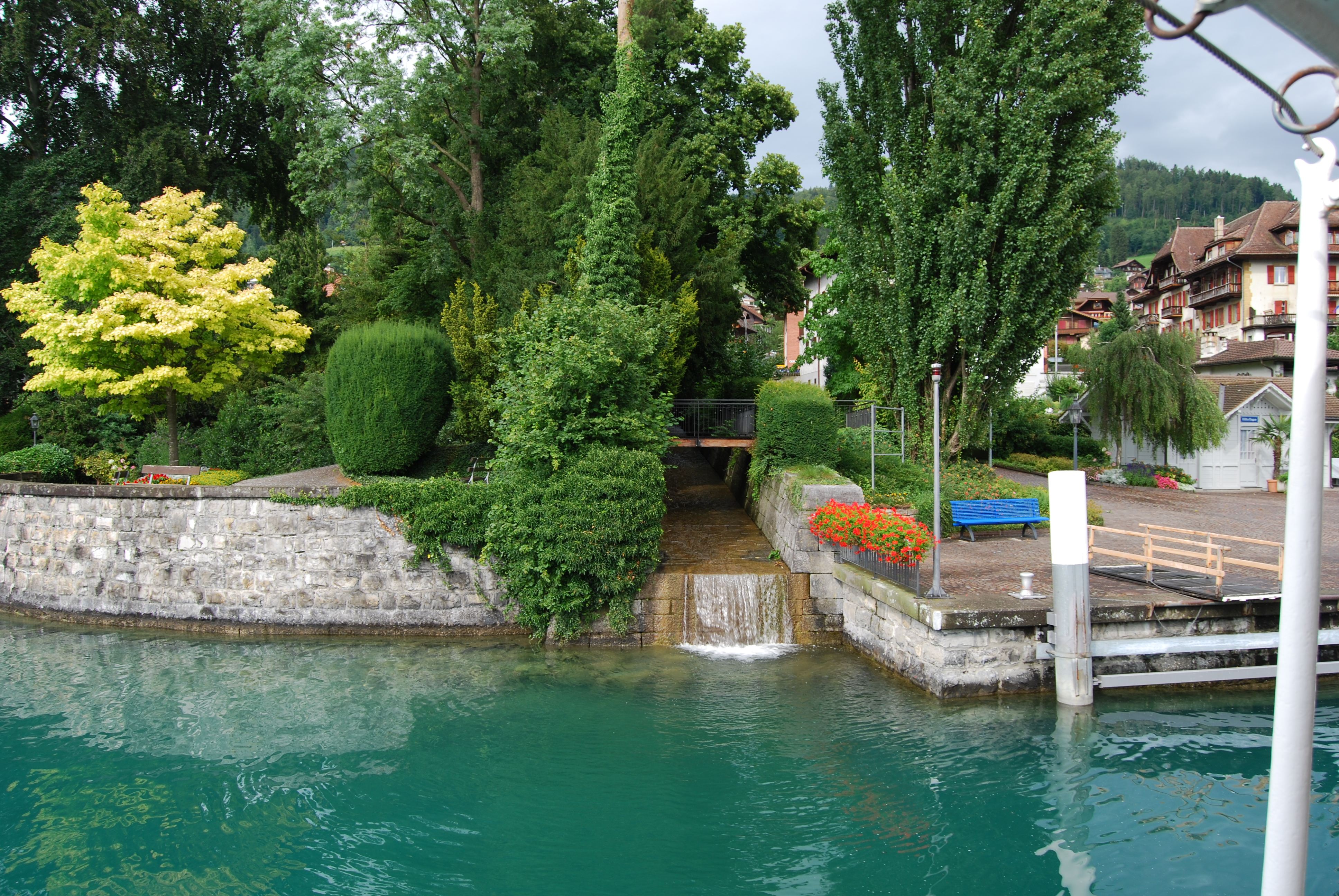
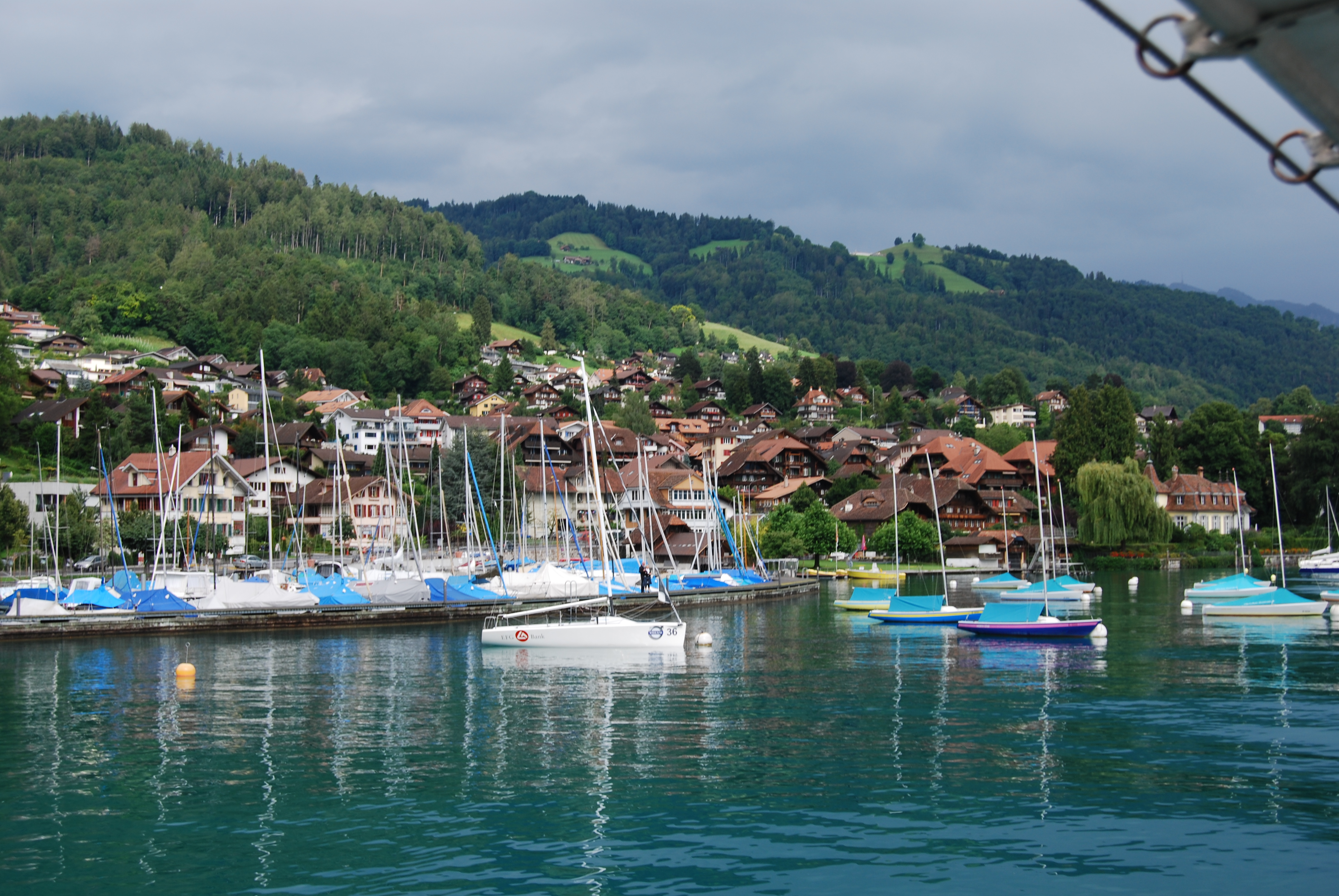
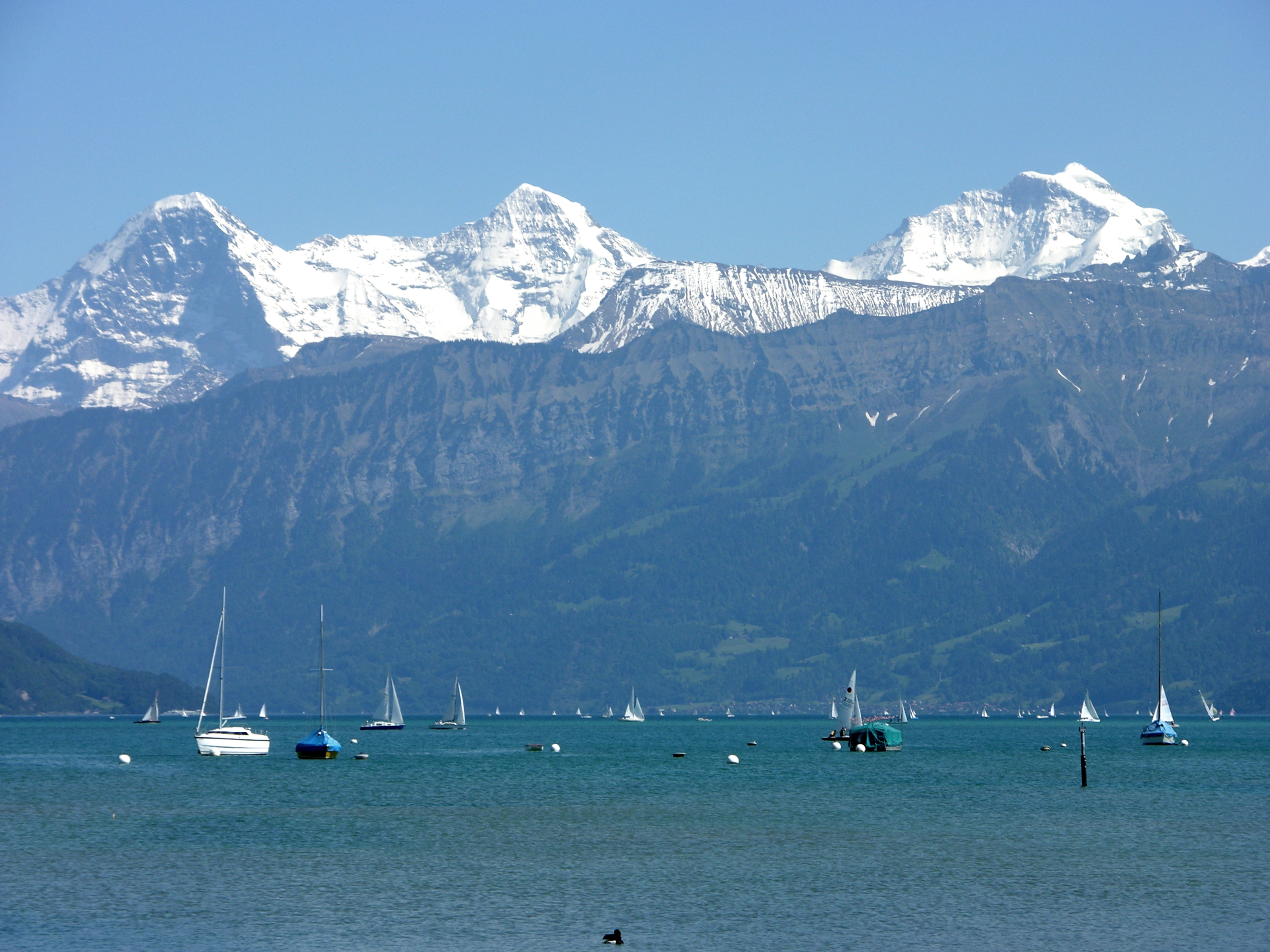
Eiger, Mönch a Jungfrau
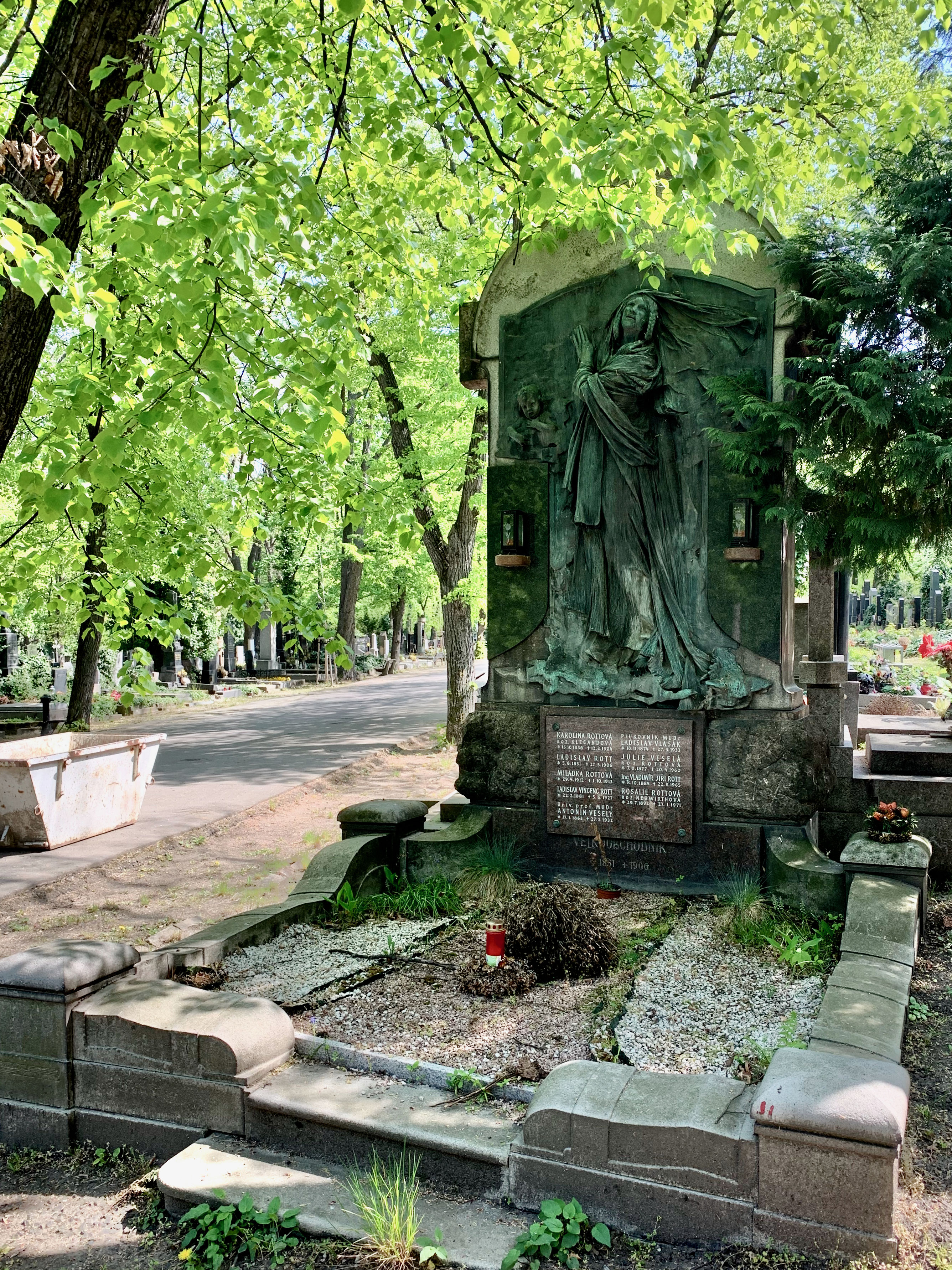
Olšanské hřbitovy (VI 3)

### Dědictví, restituce, privatizace
Restituce firmy po roce 1989 byla zákonem vyloučena. Privatizace zbytků bývalé firmy, včetně národního podniku „železářství U Rotta“ (založen ředitelem n.p. v červnu 1990), byla doprovázena spory, i mezi některými z dědiců Vladimíra Jiřího Rotta a Ladislava Veselého.
Roku 1993 národní podnik „železářství U Rotta“ přešel do rukou jeho bývalého ředitele a společníků a to, podle údajů Vladimíra J. Rotta (*1950), neoprávněně. V roce 1996 opustilo pouze pro forma provozované železářství i tradiční „dům u Rotta“ se sgrafity Mikoláše Alše, jeden za února 1948 znárodněných domů Rottových, které jeho, podle údajů Vladimíra J. Rotta (*1950), neoprávnění majitelé pronajímají.
Od té doby je otevřeno několik kauz, jak u českých tak mezinárodních institucí.
Poznámka: S Karolínou Světlou a Sofií Podlipskou měl Vladimírův děd Vincenc Josef, po meči, společného praděda Jakuba Rotta (1718–1779).

## Publikace
jako autor
- Kterak to bylo na té Kočně?, s. 21–28, Alpský věstník 1909–10 č. 2
- Co vím o Rynečku a kronice Rottovské, s. 90–103 publikace Zdeňky Fröhlichové Kronika Rynečku na Starém městě Pražském, s úvodem Zdeňka Wirtha, V. J. Rott, Praha 1940, na památku svého 100letého založení 1. listopadu 1940
- Pokyny personálu, V. J. Rott, Praha 1945
- Pracovní řád firmy V. J. Rott a.s. v Praze, V. J. Rott, Praha 1945 (3. vyd.)
- In memoriam obětem zavražděných, umučených a zemřelých členů Rotary clubu Praha v letech 1938–1945, František Rudolf Čebiš, Vladimír Jiří Rott, Rotary Club, Praha 1946
- Sea transport relating to Czechoslovakia, Library of Congress, Photoduplication Service, Washington 1953
- Waterways of Czechoslovakia, Library of Congress, Photoduplication Service, Washington 1953
- Civilní letecká doprava v C̆eskoslovensku / Civil aviation in C.S.R., Library of Congress, Photoduplication Service, Washington 1955
- Průmysl zpracovávající kovy v C̆eskoslovensku / Metal working industry in Czechoslovakia, Library of Congress, Photoduplication Service, Washington 1955

předmluvy, úvodní články
- Režie v obchodu, Vilém Šáda, s předmluvou V. J. Rotta, Ústav pro vnitřní obchod, 1937 (2. vyd.)
- Příručka obchodního vzdělání, Jan Brabec, Jan J. Čapek, Bohumila Čermáková a jiní, redigoval František Potužil, s předmluvou Vladimíra Jiřího Rotta, Ústav pro vnitřní obchod, A. Neubert (distributor), Praha 1937
- Ústav pro vnitřní obchod, jeho poslání a úkoly, úvodní články Ing. Vladimír Jiří Rott a Dr. František Potužil, Ústav pro vnitřní obchod, A. Neubert (distributor), Praha 1937
- Kovové zboží, Emanuel Šarbach, s předmluvou Vladimíra Jiřího Rotta, Ústav pro vnitřní obchod, A. Neubert (distributor), Praha 1939
- Úsporné hospodaření: nauka o hospodárnosti v lidské činnosti, zvláště hospodářské, Bedřich Vodička, s úvodním slovem Vladimíra Jiřího Rotta a Františka Potužila, Ústav pro vnitřní obchod, A. Neubert (distributor), Praha 1939
- Vnitřní obchod během poslední hospodářské krise na území Protektorátu a dřívějšího Československa / Binnenhandel während der letzten Wirtschaftskrise auf dem Gebiete des Protektorates und der ehemaligen Tschechoslowakei, Karel Maiwald, předmluva kom. rada Ing. Vladimír Jiří Rott, předseda Ústavu pro vnitřní obchod, Sborník Ústavu pro vnitřní obchod, sv. 2, Ústav pro vnitřní obchod, s podporou Obchodní a živnostenské komory v Praze, A. Neubert (distributor), Praha 1940
- Vnitřní obchodní politika se zvláštním zřetelem k poměrům v Čechách a na Moravě / Binnenhandelspolitik, František Potužil, s předmluvou Vladimíra Jiřího Rotta, Sborník Ústavu pro vnitřní obchod, sv. 3, Ústav pro vnitřní obchod, A. Neubert [distributor], 1940
- Studie k vývoji černého obchodu za druhé světové války, úvod Vladimír Jiří Rott, Ústav pro vnitřní obchod, Praha 1945